# Останні 100 днів (книга)
Останні 100 днів (англ. Mortality) — книга Крістофера Гітченса, яка видана 2012 року, посмертно. Вона складається з семи творів, які вперше з'явилися у журналі Веніті Феар. Вони описують боротьбу автора з раком стравоходу, який у нього діагностували під час його туру з презентації нової книги у 2010 і від якого він помер у грудні 2011 року. Восьмий розділ складається з незавершених «нотаток», передмови Грейдона Картера, головного редактора журналу Веніті Феар і післямови вдови Гітченса Керол Блу, яку також включили у книгу.

## Опис
Гітченс обіймав посаду редактора журналу Веніті Феар з листопада 1992 року до самої смерті. Будучи редактором, він писав близько 10 есе на рік на такі різноманітні теми як політика, обмеження самовдосконалення, коротко кажучи, про все крім спорту. Тому він відчував себе зобов'язання, коли його просили Написати про його хворобу для журналу, і зумів Відправити сім есе, перш ніж хвороба здолала його 15 грудня 2011, у віці 62 років. Есе розповідають про його страх втратити можливість писати, про тортури хімієтерапії, його аналіз щодо вчення Ніцше: «те, що нас не вбиває, робить нас сильнішими», писав про радість розмов з друзями та сенс життя.

## Критичне сприйняття книги
Книга «Останні 100 днів» припала до душі друзям та шанувальникам автора. Гітченса хвалили за його майстерний опис боротьби головного героя зі смертю та за спосіб викладу цієї історії. Редактор газети Нью-Йорк Таймс, Крістофер Баклі у палкому відгуку до книги, назвав сім есе Гітченса «міцні та блискучі як алмаз» та «ідеальні у словах». Він писав, що «протверезився, та його переповняли почуття жалю, читаючи цю сміливу думку, яка мучила Гітченса впродовж року його згасаючого життя. Автор замкнувся у собі, хоча ніхто з його опонентів не принижував його.» Баклі був хорошим другом Гітченса. Колм Тойбін написав про його досвід роботи з Гітченсом щиро у газету Гардіан, висловивши думку, що «він був найкращим у світі співрозмовником» та запропонував нагородити книгу «Останні 100 днів». Він пояснив це так: "в цій книзі Гітченс робить все, щоб переконати, що його голос залишається цивілізованим, допитливим і готовим перемогти всіх його ворогів, і в першу чергу слабкість смерті і її мовчання". Алегзандер Лінклатер у газеті Спостерігач також схвально відгукнувся про книгу. Посилаючись на опис Джона Грея щодо Гітченса то «він є одним з найвидатніших сучасних письменників англійської прози». На цю заяву Лінклейтер відповів, що «єдине, що не збігається з реальністю це те, що Гітченса уже немає в живих.» Він також зазначив: «Справжня боротьба у книзі „Останні 100 днів“ зовсім не пов'язана зі смертю. Хіткенс залишається вірним логічному висновку свого матеріалізму. Він натякає, швидше, на страх втратити самого себе, стати недоумкуватим, тим, хто у хвилини жаху і болю може сказати щось дурне або, (не дай Бог) це вже ближче до релігії, задовольнити своїх ворогів. Справжня боротьба його пізніх робіт — це залишатися самим собою, так довго як тільки можна, коли ти в самому центрі цієї недуги». Інший позитивний відгук надійшов з журналу Нью Стейтмен, у якому Гітченс і розпочав свою кар'єру. Джордж Етон писав, що остання робота Гітченса «була вічною та афористичною.